# Roc del Moro (Arboçols)
El Roc del Moro és una muntanya rocosa de 774,5 m alt del límit dels termes comunals d'Arboçols i de Tarerac, tots dos de la comarca del Conflent, a la Catalunya del Nord.
És a la zona nord-oriental del terme d'Arboçols, i a l'occidental del de Tarerac. És al sud-est del Roc del Cucut, al sud-oest del poble de Tarerac.
En el seu entorn han estat trobades restes que podrien correspondre a un castell altmedieval.